# Darren Cave

a Compétitions nationales et continentales officielles uniquement.

b Matchs officiels uniquement.
Dernière mise à jour le 27 mai 2020.
Darren Cave, né le 5 avril 1987 à Holywood, est un joueur de rugby à XV nord-irlandais. Il évolue au poste de Centre et joue pour l'Ulster en Pro12 depuis 2006.

## Biographie
Né en Irlande du Nord, Darren Cave a fréquenté le centre formation de la franchise d'Ulster à partir de 2006. En 2008, il signe son premier contrat pro avec la franchise nord-irlandaise. Lors de sa première saison avec le club, il dispute 16 matchs de Pro12 et 5 de Coupe d'Europe et marque 7 essais.
Sa saison 2010/2011 est, elle, marquée par des blessures. Cave revient néanmoins en fin de saison et participe aux succès de sa franchise qui atteint les quarts de finale de Coupe d'Europe et les demi-finales de Pro12. La saison 2011/2012 est marquée par une nouvelle blessure survenue début 2012 qui l'éloigne des terrains juste au moment où il était pressenti pour intégrer le groupe irlandais pour le Tournoi des Six Nations. Cave se remet en revanche à temps pour disputer les phases finales de Coupe d'Europe qui s'achève par une défaite de l'Ulster en finale contre le Leinster.
En décembre 2012, Cave signe un nouveau contrat de trois ans avec l'Ulster. Épargné par les blessures, il dispute 20 matchs de Pro12 et sept de Coupe d'Europe lors de cette saison 2012-2013, dont un quart de finale de Coupe d'Europe perdu face aux Saracens. Lors de la saison suivante, il dispute à nouveau 27 matchs avec sa franchise dont 23 comme titulaire.

## Carrière internationale
Darren Cave fait partie de l'équipe d'Irlande des moins de 21 ans qui remporte le Grand Chelem en 2007.
Début 2009, Cave intègre le groupe irlandais pour préparer le Tournoi des Six Nations mais ne dispute aucun match. À la fin du printemps, il participe à la tournée de l'équipe irlandaise en Amérique du Nord. À cette occasion, il connait sa première cape internationale le 23 mai 2009 face au Canada. Dans la foulée, il dispute et remporte la Churchill Cup avec l'équipe d'Irlande A.
Il revient dans l'équipe première d'Irlande à l'occasion de la tournée en Nouvelle-Zélande de juin 2012 mais ne dispute qu'un match. Par la suite, il participe à la tournée d'été 2013 en Amérique du Nord, à celle de 2014 en Argentine et à la tournée d'automne 2014 en Irlande.

## Statistiques
Au 18 octobre 2015, Darren Cave compte onze sélections, inscrivant deux essais. Il obtient sa première cape internationale le 23 mai 2009 face au Canada.
Il participe à une édition de la Coupe du monde, en 2015 où il joue une rencontre, face à la Roumanie.